# Rice Krispies
I Rice Krispies (conosciuti come Rice Bubbles in Australia e Nuova Zelanda) sono una linea di cereali per la prima colazione, a base di riso soffiato, creati da Eugene McKay per la Kellogg Company e commercializzata dal 1927. In Italia importati fino a gennaio 2018.

## Promozione
Protagonisti "storici" delle pubblicità dei Rice Krispies sono i cartoni animati Snap, Crackle e Pop, tre minuscoli folletti diventati anche mascotte del prodotto e presenti sulla confezione. I nomi Snap, Crackle e Pop sono un'onomatopea del tipico scoppettio dei Rice Krispies immersi nel latte.
I nomi di questi personaggi sono talvolta utilizzati, in cinematica ,per descrivere le derivate della posizione rispetto al tempo successive allo strappo.
Nel 1963 i Rolling Stones registrarono una breve canzone per la pubblicità televisiva dei Rice Krispies.

## Varianti
- Frosted Rice Krispies, riso soffiato ricoperto da un guscio di zucchero.
- Coco Pops, riso soffiato al cacao.
- Rice Krispies Squares, snack a base di riso soffiato e cacao.
- Berry Krispies e Berry Rice Krispies, riso soffiato con frutti di bosco
- Rice Krispies with Vanilla Flavour, riso soffiato alla vaniglia, venduti solo in Canada.[2]
- Chocolate and Vanilla Rice Krispies, Mix di riso soffiato alla vaniglia e riso soffiato al cacao.